# Зайдентрегер, Илья Акимович
Илья Акимович Зайдентрегер (20 мая 1925, Оренбург, РСФСР — 11 марта 2017, Новосибирск, Российская Федерация) — советский и российский дирижёр и музыкальный педагог, заслуженный работник культуры РСФСР (1987), профессор (1997) кафедры народных инструментов Новосибирской государственной консерватории.

## Биография
Родился в семье обойщика Кивы (Акива) Ильича Зайдентрегера (1882—1970) и Сары Самуиловны Зайдентрегер (1887—1959).
Учился в Оренбурге (на тот момент — Чкалове), по классу скрипки, в музыкальной школе и в училище. С 1942 по 1945 г. служил старшиной в музыкальном взводе Чкаловского авиационного училища, играл на многих духовых инструментах. В 1951 году окончил дирижёрский факультет Ленинградской консерватории (ныне Санкт-Петербургская консерватория имени Н. А. Римского-Корсакова) (класс К. А. Ольхова).
С 1951 по 1959 год преподавал в Кемеровском музыкальном училище. В Кемерово руководил хором студентов и общегородским хором, студенческим симфоническим оркестром, в 1956 году создал городской симфонический оркестр.
С 1959 года работал в Новосибирской государственной консерватории имени М. И. Глинки (НГК), где вел класс дирижирования на кафедре народных инструментов, создал учебное пособие «Хрестоматия по дирижированию». Более 50 человек получили в его классе квалификацию дирижера. В их числе: профессор НГК, дирижер Владимир Гусев, заслуженный работник культуры РФ, заведующий кафедрой Кемеровской академии культуры и искусств Геннадий Голицын, заслуженный артист РФ и Якутии, дирижер Якутского оперного театра Николай Кисленко, руководитель ансамбля «Кузбасс», профессор Кемеровской академии культуры и искусств Алексей Таюкин.
Более 20 лет руководил оркестровым классом студентов консерватории. В период с 1972 по 2000 год возглавлял любительский симфонический оркестр Дома культуры «Академия», вел исполнительскую деятельность в Новосибирске, гастролировал в республиках Советского Союза, в Сибири и других регионах России. Стал лауреатом Первого всесоюзного фестиваля любительских симфонических оркестров, возглавлял жюри Первого международного конкурса дирижеров-студентов Кемеровской и Алтайской академий культуры и искусств.
Скончался 11 марта 2017 года на 92-м году жизни. Похоронен на Заельцовском кладбище Новосибирска (квартал 44).

## Семья
- Брат — Моисей (Михаил) Акимович Зайдентрегер (1914—1994), пианист и музыкальный педагог, заслуженный работник культуры РСФСР, заслуженный деятель искусств Башкирской АССР.
- Жена — Резникова Евгения Евсеевна (1925—2002), преподаватель музыкальной школы по классу скрипки.
- Дочь — Жанна Ильинична Резникова (род. 1950), мирмеколог, этолог, доктор биологических наук[4].